# Américo Tesoriere
Américo Miguel Tesoriere (18. března 1899, Buenos Aires - 30. prosince 1977) byl argentinský fotbalový brankář, který většinu své kariéry strávil v CA Boca Juniors.

## Hráčská kariéra
Américo Tesoriere hrál na postu brankáře za Bocu Juniors a Sportivo del Norte.
Za Argentinu chytal 38 zápasů.

## Úspěchy
Boca Juniors
- Argentinská liga (5): 1919, 1920, 1923, 1924, 1926

Argentina
- Copa América (2): 1921, 1925